# Clement Tervalon
Clement Tervalon (New Orleans, 13 november 1915 - aldaar, 2 november 1989) was een Amerikaanse dixieland-muzikant die trombone en contrabas speelde.
Tervalon heeft in verschillende bands gespeeld, waarmee hij ook opnames heeft gemaakt. In de jaren veertig en vijftig speelde hij in de Paddock bij Octave Crosby of als lid van de marching band de Young Tuxedo Brass Band, waar hij vele jaren speelde. Van deze band verschenen in 1958 en 1983 opnames met Tervalon op trombone. Ook speelde hij in de tweede versie van de Onward Brass Band, opgericht door drummer Paul Barbarin. Verder werkte hij in zijn carrière met veel dixieland-, ragtime- en rhythm & blues-musici: ook hier zijn opnames van verschenen. Hij speelde en nam op met Roy Brown (jaren veertig en vijftig), George Lewis, drummer Freddie Kohlman, Sweet Emma Barrett (rond 1958), de ragtimeband van Lars Edegran (tweede helft van de jaren zestig) en, in de jaren tachtig, de Excelsior Brass Band, de band van Chester Zardis en de Original Camelia Jazz Band. Tervalon had ook af en toe een eigen band, maar als leider heeft hij slechts één plaat opgenomen, met onder meer Kohlman en Alvin Alcorn, in 1973.

## Discografie (selectie)
- Jazz Begins (Young Tuxedo Brass Band), Atlantic, 1958 (Collectables Records, 2007)
- Jazzaplenty, Night Train, 1973
- Grace & Beauty (New Orleans Ragtime Orchestra, opnames 1967-1970), Delmark, 1979
- Jazz Continues (Young Tuxedo Brass Band), 504, 1983